# Olof Dahlman
Olof Dahlman, född 1687 i Kalmar, död där 15 mars 1730, var en svensk fortifikationsofficer.
Olof Dahlman var son till fortifikationskassören Johan Dahlman. Han antogs till volontär vid fortifikationen i Kalmar av Carl Magnus Stuart och utbildades av kapten D. N. Schmitt, konduktör där 1708 och befordrades 19 november 1709 till löjtnant med placering i Malmö. På väg till sin tjänstgöringsort stötte han i Kristianstad på de under Magnus Stenbock samling varande fälttrupperna. Som förste fortifikationsofficer på plats befallde Stenbock honom att stanna vid fältarmen och deltog med armén i slaget vid Helsingborg innan han fram till årets slut tjänstgjorde i Malmö. Vid årsskiftet 1710/1711 placerades han på nytt vid armén som adjutant hos riksgeneralkvartermästaren Magnus Palmqvist. Dahlman medföljde i augusti 1712 transporttrupperna till Pommern och deltog i december samma år i slaget vid Gadebusch. 
Kort därefter insjuknade han svårt och fördes till Wismar. Sedan han tillfrisknat begav han sig till Hamburg för att inställa sig vid Tönning men insjuknade på nytt. Då han inte på ett år fått någon lön, funderade han på att gå i utländsk tjänst men inställde sig slutligen vid den svenska armén i Stralsund. På förslag av generalkvartermästaren Johann Friedrich Eosander von Göthe som tjänstgjorde i staden befordrades han i september 1715 till kapten vid artilleriet. Som sådan deltog han i stadens försvar fram till fästningens kapitulation 23 december 1715, då han blev preussisk krigsfånge.
Först i april 1721 återkom han från krigsfångenskapen och trädde då i tjänst vid fortifikationsstaten som minörkaptens vid Stockholmsbrigaden. Då året därpå återkom kapten H. Schultz från rysk krigsfångenskap och gjorde anspråk på befattningen, Dahlman fick dock behålla sin tidigare lön. Genom byte med en annan officer kunde blev han dock 31 juli 1724 förflyttad till Karlskronabrigaden med tjänstgöring i Kalmar och kunde därmed återvända till sin födelsestad.